# 布尔巴雷
布尔巴雷（法語：Bourgbarré，法語發音：[buʁbaʁe]）是法国伊勒-维莱讷省的一个市镇，位于该省中南部，属于雷恩区和雷恩都会区，其市镇面积为14.2平方公里，2022年1月1日时人口数量为4692人。
布尔巴雷是雷恩都会区的组成部分。

## 行政
布尔巴雷的邮政编码为35230，INSEE市镇编码为35032。

## 地理

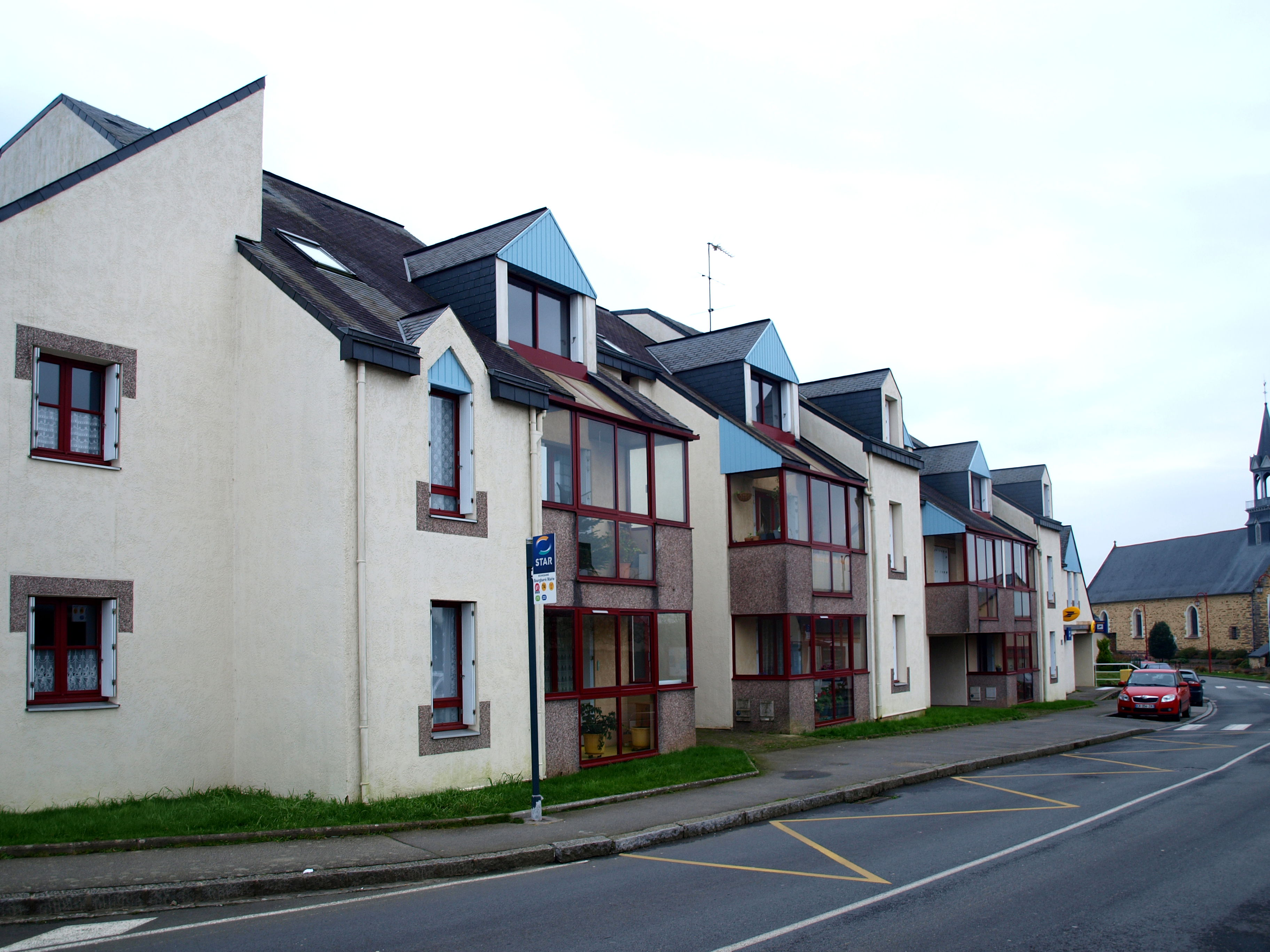
居民楼

布尔巴雷（47°59'40"N, 1°36'53"W）位于法国西北部，布列塔尼大区东部和伊勒-维莱讷省中南部，距离省会雷恩大约17公里。
与布尔巴雷接壤的市镇包括：塞什河畔韦恩、尚特卢、科尔尼、奥热尔、圣阿梅尔、圣埃尔布隆。
布尔巴雷境内地势平坦，海拔在27至104米之间。
伊斯河自东向西流经境内。
按照柯本气候分类法，布尔巴雷属于较为典型的温带海洋性气候，全年温差较小，降水分布均匀。

## 历史
中世纪中期以前，布尔巴雷长期为法兰克人和布列塔尼人的边界地区。

## 交通
伊勒-维莱讷省省道D39线和D82线在布尔巴雷镇中心交汇。74路和快161线经过布尔巴雷境内并设有站点。

## 政治
现任布尔巴雷市长为弗朗克·莫尔旺先生（Franck Morvan），他是一名左翼无党派人士。

## 人口
| 年份   | 1936 | 1946 | 1954 | 1962 | 1968 | 1975  | 1982  | 1990  | 1999  | 2006  | 2007  | 2008  | 2013  | 2018  |
| ------ | ---- | ---- | ---- | ---- | ---- | ----- | ----- | ----- | ----- | ----- | ----- | ----- | ----- | ----- |
| 人口數 | 798  | 864  | 807  | 819  | 855  | 1,139 | 1,709 | 2,004 | 2,322 | 2,954 | 3,045 | 3,135 | 3,737 | 4,277 |

## 经济
布尔巴雷东部设有大型工业园区。